# Križevci (Kroatië)
Križevci (Duits: Kreutz of Kreuz; Hongaars: Kőrös; Latijn: Crisium) is een stad in Centraal-Kroatië met een inwoneraantal van 22.324 (2001). Križevci is de oudste stad in de provincie Koprivnica-Križevci.

## Geschiedenis
Het zogenoemde Boven Križevac werd voor het eerst in 1193 genoemd door Bela III, in 1252 kreeg de stad de status als vrijstad door de ban Stephan die later koning Bela IV werd. Het zogenoemde Neder Križevac ontwikkelde zich langzamer dan haar tweelingstad: zij werd pas in 1405 een vrijstad dankzij koning Sigismund.
Križevac is de geboorteplaats van de katholieke priester Marko van Križevci die in 1619 door calvinisten werd vermoord in Košice, en werd gezien als een martelaar. Iedere 7e van september herdenken ze in de stad zijn "martelaarschap".
Nadat de stad eeuwenlang verdeeld was werd deze door keizerin Maria Theresia in 1752 weer tot één stad gesmolten (Križevci is de meervoudsvorm van Križevac). De stad had ook geleden onder de oorlogen met de Turken maar bloeide in 1871 enigszins weer op dankzij de aanleg van de spoorlijn tussen Boedapest en Rijeka.
Het hedendaagse Križevci richt zich op ondernemerschap maar met behoud van de acht kerken (waarvan één een kathedraal), de meeste zijn gebouwd in de middeleeuwen.
De Grieks-katholieke kathedraal is de zetel van de Eparchie van Križevci sinds 1789. De kathedraal werd gebouwd door enkele beroemde architecten uit Zagreb: gedeelten van de kerk werden in 1817 door Bartol Felbinger herbouwd, de binnenkant werd in 1892-97 herbouwd in gotische stijl door Hermann Bolle. De iconen en beelden op de muur zijn het werk van de Kroatische schilders Ivan Tišov, Celestin Medović en Bela Čikoš-Sesija.
In de stad is een museum te bezoeken met archeologische, etnografische en cultureel-historische informatie over de regio.
De grootste bijeenkomst in de stad is "Križevačko veliko spravišće", wat jaarlijks gevierd wordt. Dit festival duurt het hele eerste weekend van juli. Tijdens het festival gaat men terug naar de lokale tradities. Volgens de legende stamt dit feest uit de 14e eeuw met als doel de eens vijandige handelaarsgemeenschappen in de stadjes bij Križevac en de adel van het nabije Kalnik bij elkaar te brengen.

## Externe links

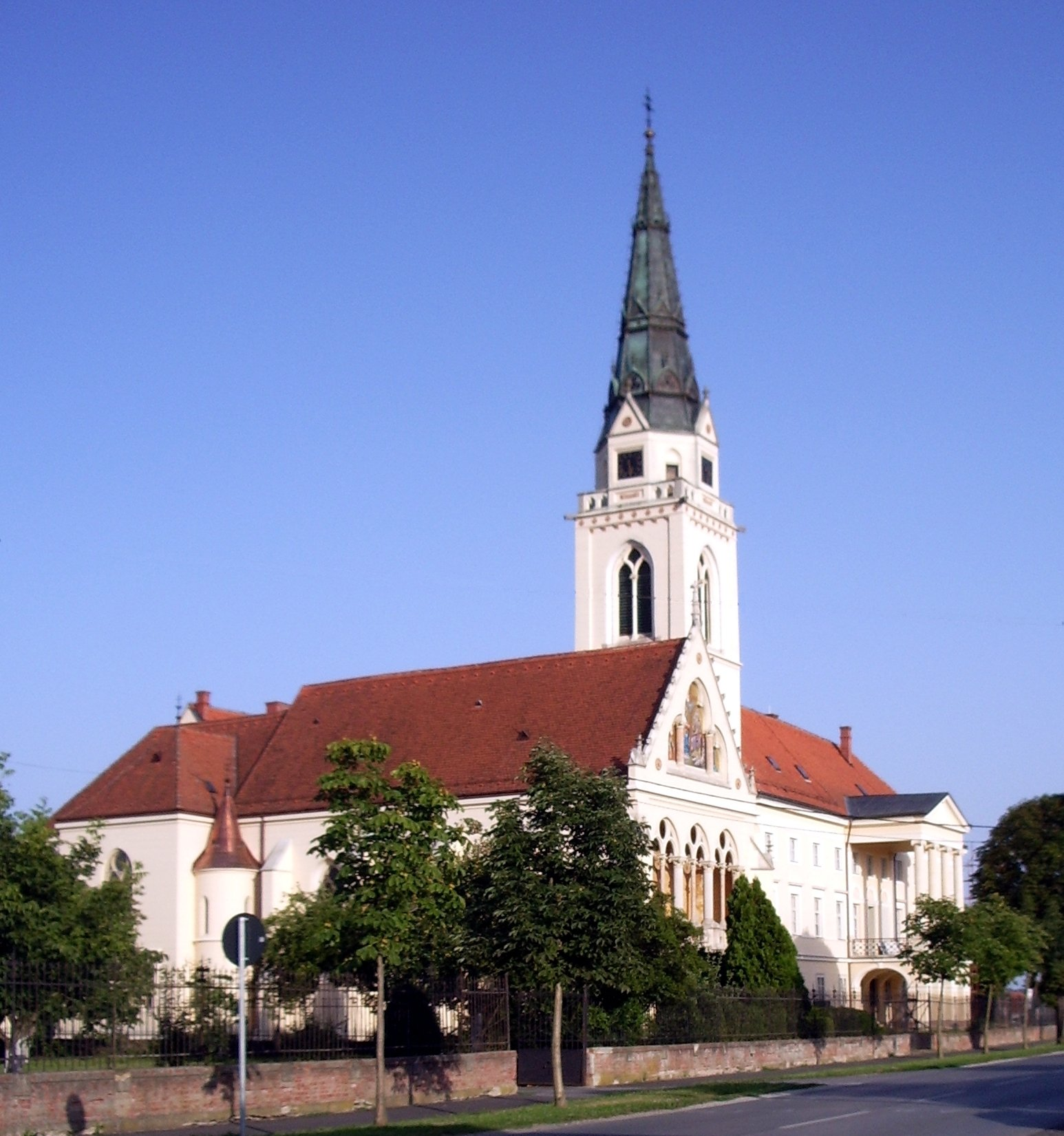
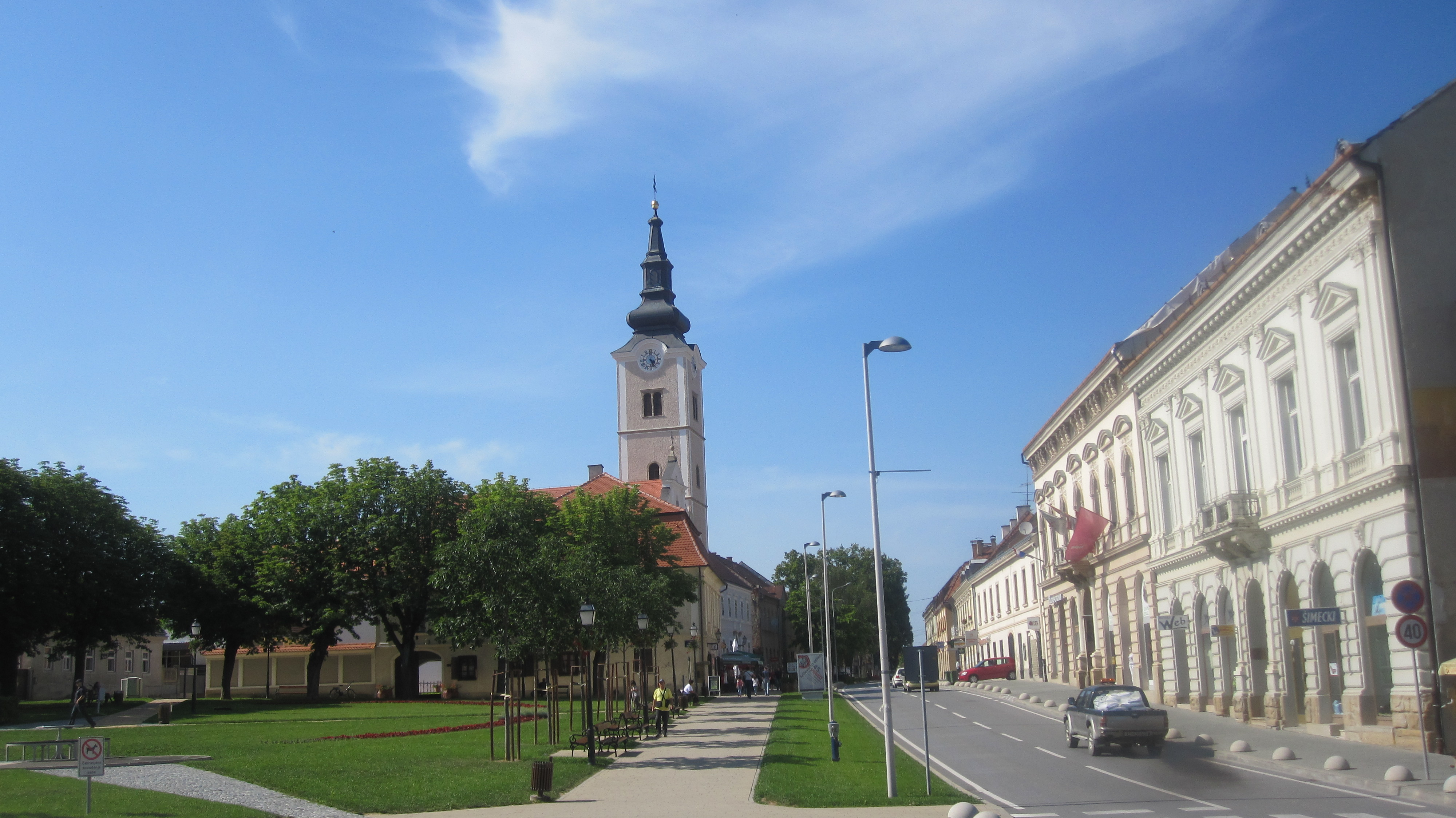
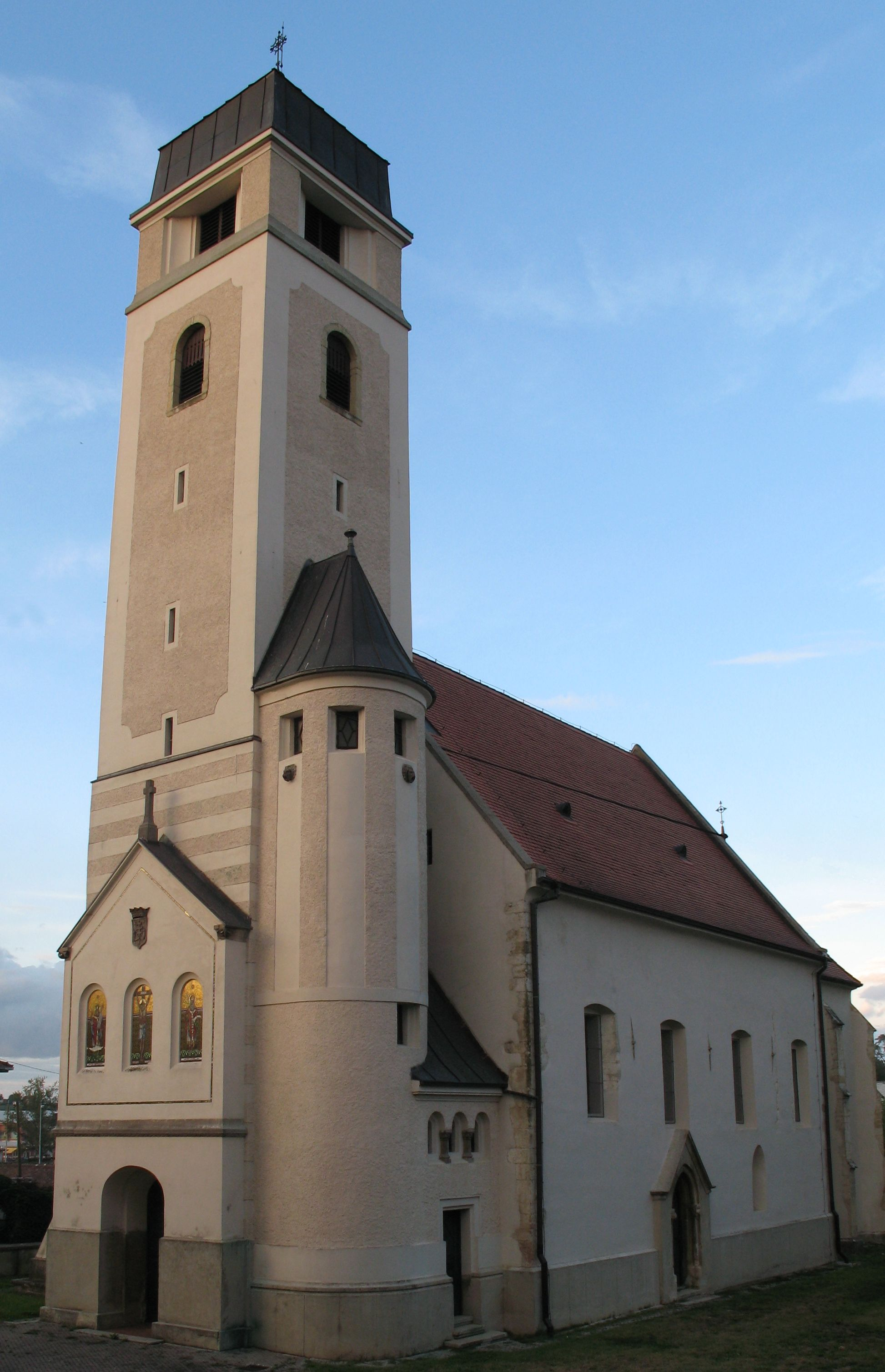
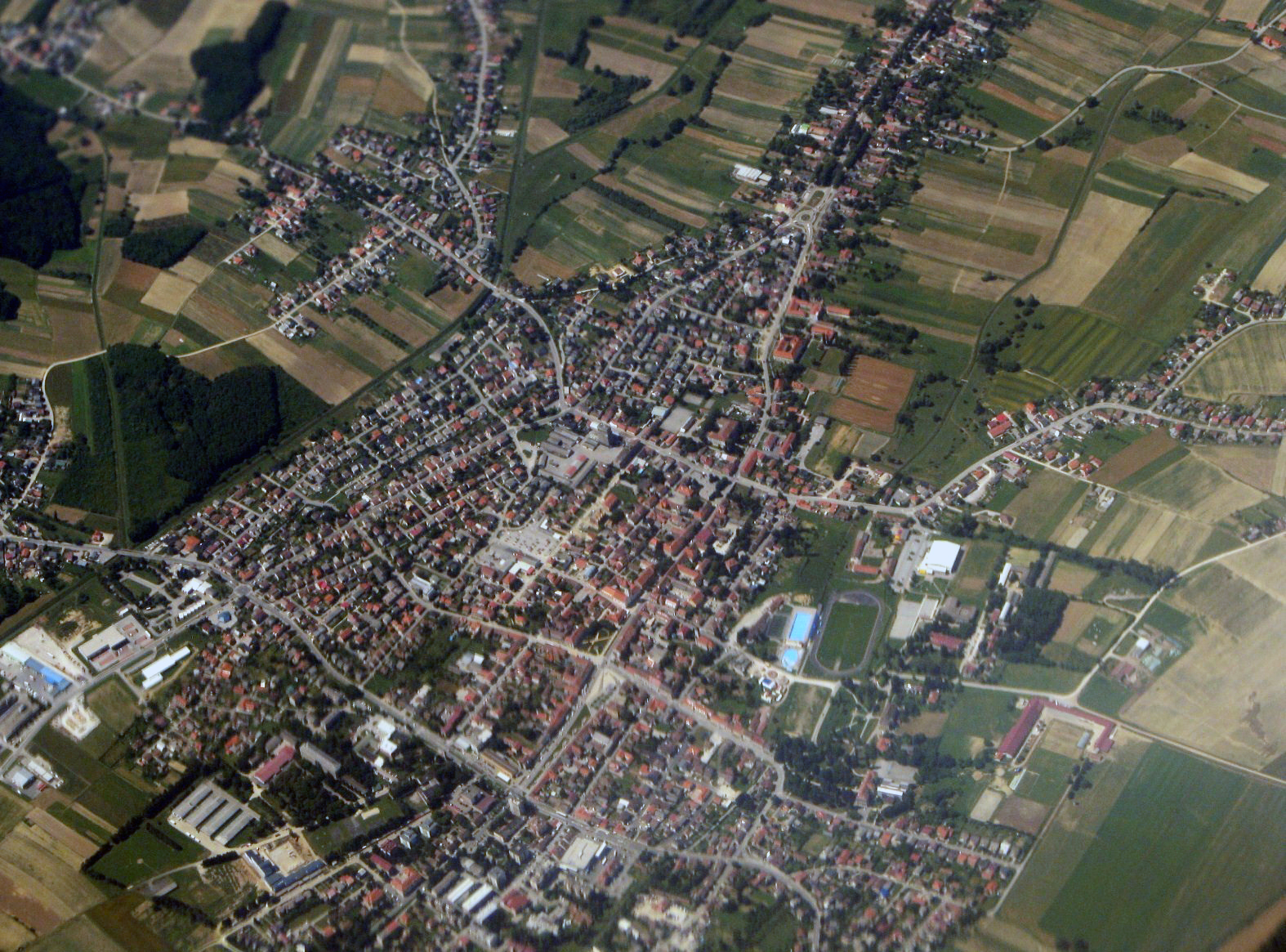
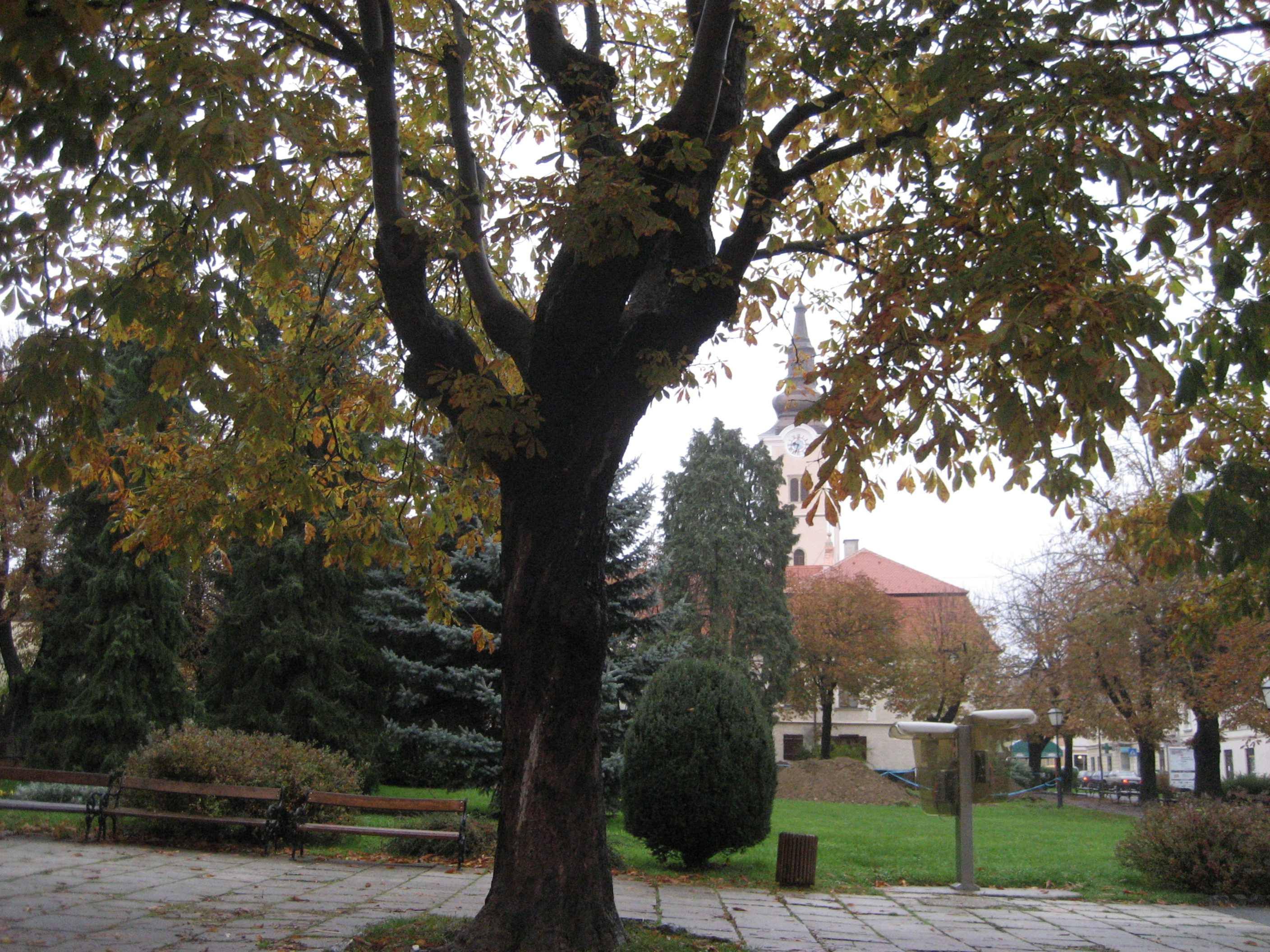
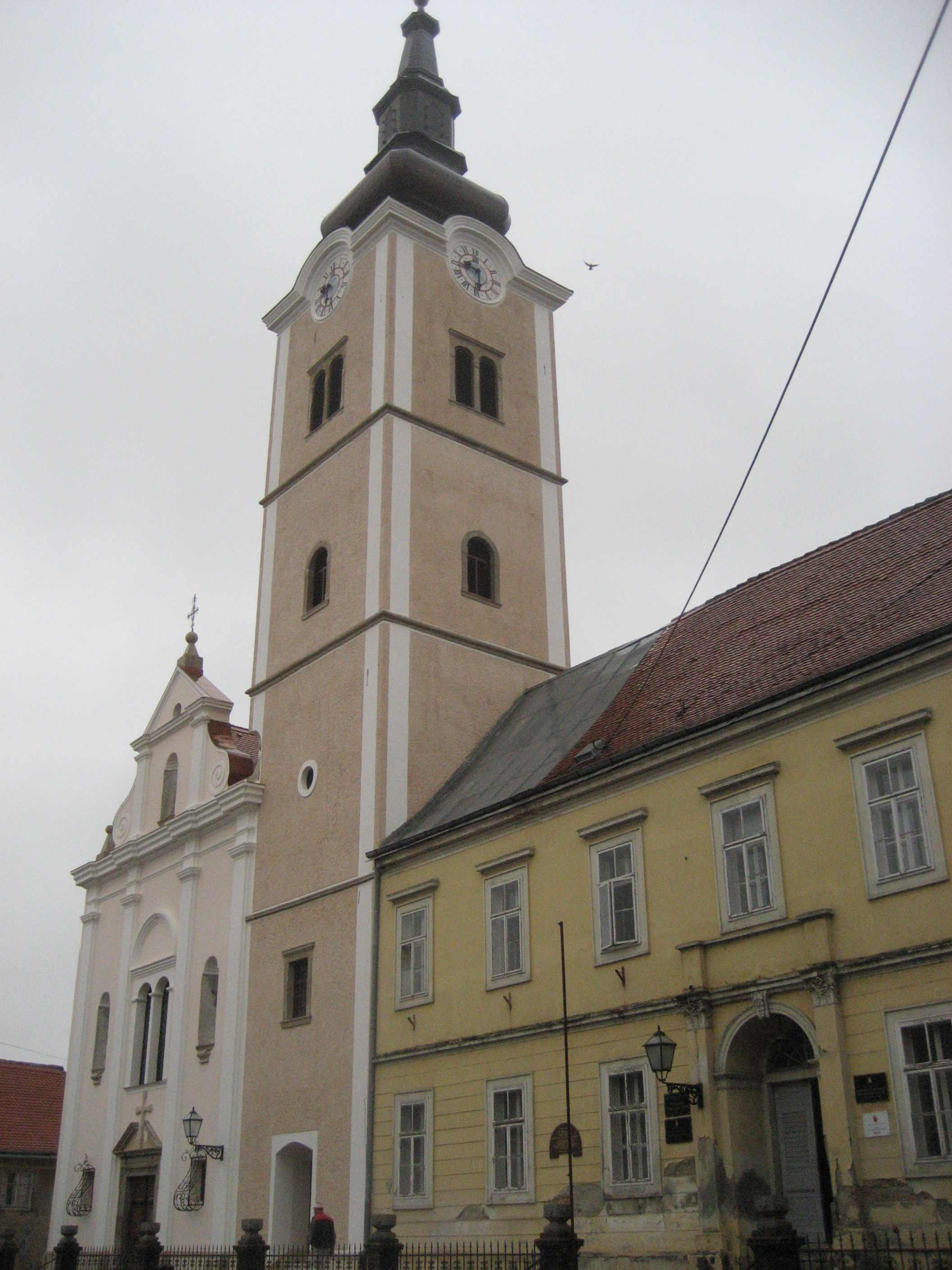
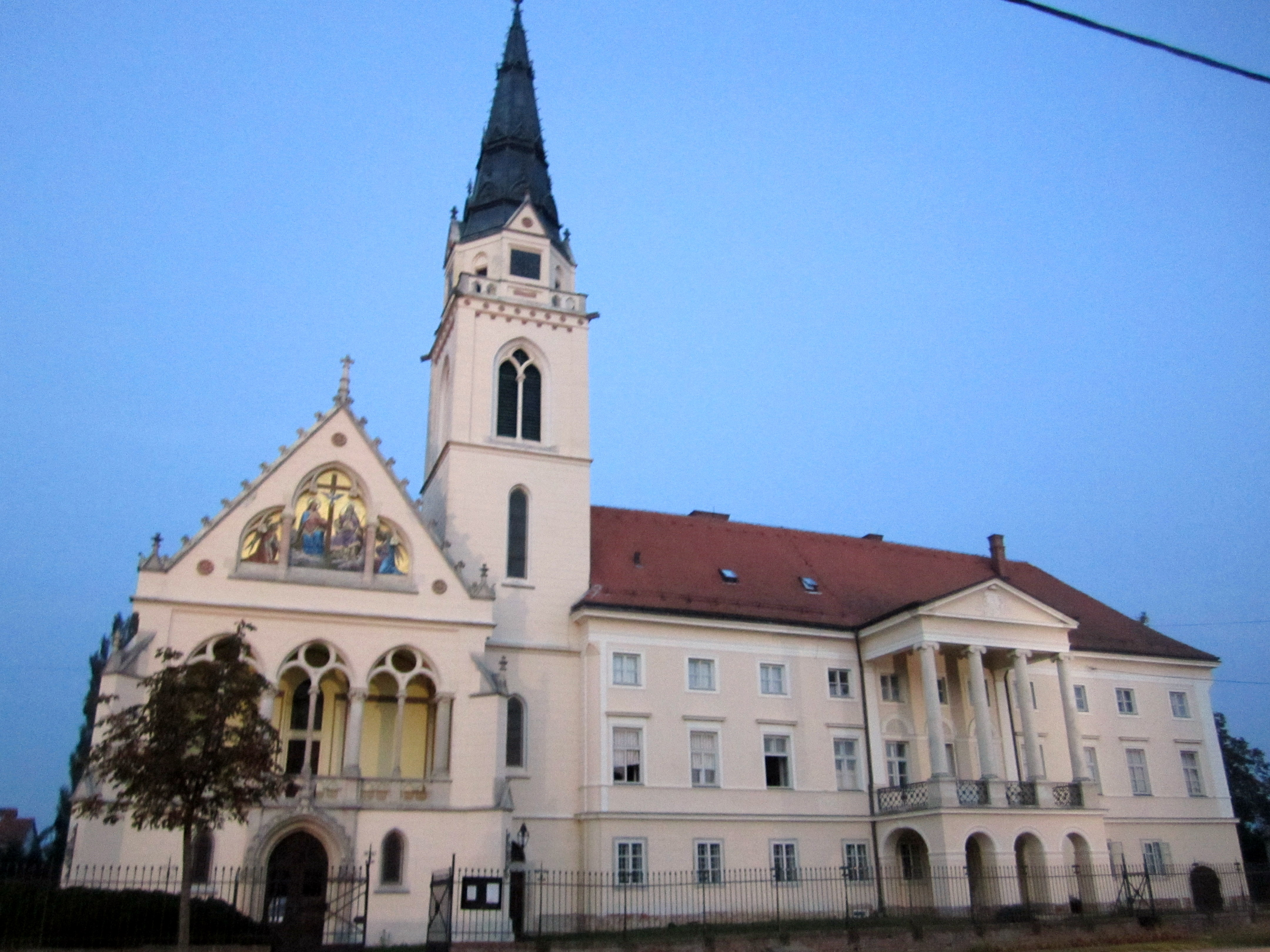